# Scapulaire bleu de l’Immaculée Conception

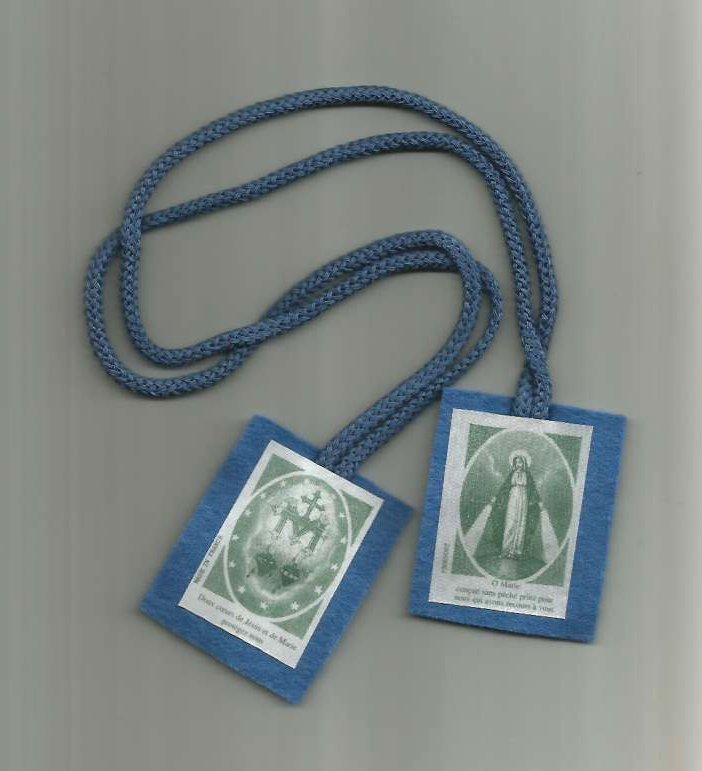
Scapulaire bleu avec image de la Médaille miraculeuse.

Le scapulaire bleu de l’Immaculée Conception est un scapulaire catholique associé aux théatins parfois appelé plus simplement scapulaire bleu ou scapulaire de l'Immaculée Conception.

## Description
Le scapulaire doit être fait de deux morceaux de laine bleue, les images pieuses ne sont pas nécessaires mais on y ajoute souvent celle de l'Immaculée Conception d'un côté et l'insigne du nom de Marie de l'autre. Le cordon peut être de n'importe quelle couleur. Le but particulier du port de ce scapulaire est d'honorer l'immaculée conception et de prier pour les bonnes mœurs et la conversion des pécheurs. 

## Origine
Le 2 février 1616, Ursule Benincasa déclare voir la Vierge avec l'Enfant-Jésus ; elle est vêtue d'un vêtement blanc recouvert d'un autre de couleur bleu azur et lui demande de créer un institut de religieuses avec un habit identique à celle que portait la Vierge. Ursule demande à Dieu que soit accordé aux personnes du monde un scapulaire dédié à l'Immaculée Conception et voit dans une vision de nombreux anges qui distribuent des scapulaires à travers le monde.

## Approbation
Le pape Clément X par un bref du 30 janvier 1671 accorde aux clercs réguliers théatins le pouvoir de bénir et d'imposer aux fidèles les scapulaires. Clément XI concède plusieurs indulgences pour ceux qui le portent par un bref du 12 mai 1710, Grégoire XVI en accorde de nouvelles le 12 juillet 1845 puis le 19 septembre 1851, Pie IX autorise le supérieur général des théatins à donner à tout prêtre qui en fait la demande le pouvoir de le bénir et de l'imposer. 
En 1894, le cardinal Parocchi érige à Rome une confrérie du scapulaire de l'Immaculée Conception dans l'église Sant'Andrea della Valle des théatins que Léon XIII élève en archiconfrérie.
Le 3 juin 1992, Donald Petraitis, supérieur général des marianistes de l'Immaculée Conception obtient du supérieur général des Théatins une autorisation perpétuelle de bénir et de conférer le scapulaire de l'Immaculée Conception. Cette autorisation a été réaffirmée le 19 mars 2005 et le 1er juillet 2008.